# 克鲁斯角
克鲁斯角（西班牙語：Cabo Cruz）是古巴南部格拉玛省尼克罗区最西端的岬角。其位于加勒比海的瓜卡纳亚沃湾以东
，是德桑巴尔科国家公园的一部分。

## 建筑
克鲁斯角的最南端有一座建成于19世纪、高32（105英尺）的灯塔，Faro Vargas。

## 交通
克鲁斯角是“Circuito Sur de Oriente”（CSO）公路尼克罗支线的终点。